# Сінґо (Аоморі)

40°27′57″ пн. ш. 141°10′24″ сх. д. / 40.46583° пн. ш. 141.17333° сх. д.
Сінґо́ (яп. 新郷村, しんごうむら, МФА: [ɕingoː muɾa]) — село в Японії, в повіті Саннохе префектури Аоморі. Станом на 1 жовтня 2007 площа села становила 150,85 км². Станом на 1 липня 2008 населення села становило 2904 осіб.